# 西武451系電車
西武451系電車（せいぶ451けいでんしゃ）は、かつて西武鉄道に在籍した通勤形電車。

## 概要
501系の後継形式として、西武初の両開き扉とアルミユニットサッシを採用し1959年（昭和34年）より新製されたのが本系列である。また、上半分黄色・下半分茶色の旧塗装で登場した最後の系列でもある。
当初は制御電動車モハ451形のみが新製され、本系列との連結対応工事を施工されたクハ1411形と編成して運用された。後に付随車サハ1471形が新製されて本系列のみの固定編成が現れ、さらに制御車・中間電動車も誕生し、その過程において非常に複雑な編成替えならびに改番が行われているが、詳細は後述する。
なお、本系列のうちモハ463・464・サハ1489の3両は従来車の車体大型化更新名義で新製されている。

## 車体
全金属製の20 m級車体という仕様は501系より踏襲したものの、本系列では軽量形鋼を多用するなど構体設計に改良が加えられ、結果制御電動車同士の比較において、モハ451形はモハ501形後期車に比べ2.5 tの軽量化が図られている。
前面形状は501系の湘南型デザインから一変し、同時期に新製された日本国有鉄道（国鉄）101系電車に類似した切妻形状とされた。前面窓部分は国鉄101系同様に極細の仕切りによって3分割された連続窓風の処理がされているものの、本系列では窓周りの窪みと窓ガラスの傾斜は設けられていないため、若干印象が異なる。なお、前面窓については設計段階において継ぎ目のない1枚窓で計画されたものの、風圧による脱落・破損が懸念されたことから急遽3分割構造に設計変更されたという経緯を有する。
前照灯は1灯式のものが前面幕板中央部に埋め込まれ、標識灯は露出型の引っ掛け式のものが腰板部左右に設置された。また、前面窓下中央部には行先種別表示板受けが設置されている。
客用扉は前述のように西武では初採用となる1,300 mm幅の両開扉で、窓固定支持をHゴムによるものとした鋼製扉である。本系列の客用扉下靴摺部分は車体外側の折り曲げ部分が大きく取られており、外観上靴摺が太く見えることが特徴であった。
側窓は2枚1組のユニット構造としたアルミサッシとし、全開可能な二段上昇窓である。なお、サッシ外側部分は車体同色に塗装されている。窓配置は先頭車がd1D2・2D2・2D2、中間車が2D2・2D2・2D2である（d：乗務員扉, D：客用扉、戸袋窓の記載は省略）。連結面は貫通路がクハ1411形と連結のため再び800 mm幅の狭幅貫通路に変更され、貫通扉も設置された。
ベンチレーターは501系同様にガーランド形を採用し、先頭車に6個、中間車に8個搭載する。また、車内換気装置としてファンデリアが設置されたことから、ファンデリア直上のベンチレーター（1両あたり2個）は大型の特殊形状のものとされている。
車内はロングシート仕様で、カラースキームは501系後期車に準じているが、本系列より壁面がアルミデコラ化され、車内の無塗装化が推進された。車内換気装置としてファンデリアを1両あたり2基搭載した点は従来車に準じる。

### ST式戸閉機構
前述の通り、西武では本系列から両開扉を本格採用したが、それに伴って戸閉機構も新規設計された。従来の両開扉においては左右の扉それぞれに戸閉器を設置することが標準的であり、導入コストがかさむことや動作同期調整等保守上の難点を有するなどといった、両開扉固有の欠点を抱えていた。西武においてはそれら欠点を解消する新機構、すなわち、左右の扉上部を鴨居部に設置したベルトで連結し、1基の戸閉器で左右2枚の扉を駆動する機構を開発し採用したのである。同機構は開発に携わった西武所沢車両工場の頭文字 (Seibu Tokorozawa) を採ってST式戸閉機構と命名され、その後の西武においてはもちろんのこと、国鉄103系電車を始めとした他社の両開扉を有する車両にも数多く採用されるに至った。

## 主要機器
革新的な装備を多く採用した車体周りとは対照的に、主要機器は他系列同様に国鉄の払い下げを受けた、旧態依然とした制式機器で占められた。また、払い下げ品の中でも比較的グレードの高い機器については既に501系新製に用いられて在庫が払底していたことから、主要機器の仕様は501系よりもスペックダウンしている。
主電動機はMT15系、制御器は電空カム軸式CS5と界磁接触器CS9の組み合わせ（直列5段・並列4段・弱め界磁1段）、制動装置は発電制動を持たないAMAE電磁自動空気ブレーキ、台車は電動車が鉄道省制式の釣り合い梁式TR14A・付随車が同TR11Aであった。その他、パンタグラフは国鉄制式のPS13、電動空気圧縮機 (CP)はAK3を搭載する。
なお、CPおよび電動発電機 (MG)といった補機類は電動車には搭載せず、501系後期車より採用されたMTユニット方式を踏襲している。

## 導入後の変遷

### サハ・クハの増備
本系列は1959年（昭和34年）11月から翌1960年（昭和35年）5月にかけてモハ451 - 470（モハ455・456は初代）が新製され、前述のように対応する同形態の編成相手は存在しなかったが、同年6月にはサハ1471形1471 - 1474が新製され、同時に落成したモハ471 - 474（モハ472は初代）と編成されて本系列のみの固定編成が誕生した。サハ1471形はモハ451形をそのまま中間車化した形態であり、仕様その他はモハ451形に準じている。
その後の増備は車両番号（以下「車番」と記す）を480番台・1480番台に飛ばし、1961年（昭和36年）6月までにモハ481 - 488・サハ1481 - 1492（モハ481 - 484、サハ1481 - 1486は初代）が新製されている。サハが4両多く新製されたのはサハ1489 - 1492についてはモハ301形（初代）の中間付随車として新製されたことによるものであり、同4両についてはCP・MG等補機を搭載しなかったことから他のサハ1471形とは仕様が異なっていた。
このように当初はモハ475 - 480・サハ1475 - 1480を欠番としていたが、1962年（昭和37年）7月に車番を詰める形で改番が実施され、モハ481 - 488はモハ475 - 482（モハ481・482は2代）へ、サハ1481 - 1492はサハ1475 - 1486（サハ1481 - 1486は2代）へそれぞれ改番されている。
さらに1962年（昭和37年）12月から1963年（昭和38年）2月にかけて、制御車クハ1451形（3代）1451 - 1456が新製された。当時は本系列の増備が完了し551系・601系の増備が行われていた時期であり、同6両はそれら2系列の採用実績を反映する形で改良が加えられた。すなわち、ベンチレーターのグローブ型化、側面窓サッシの無塗装化などが実施され、本系列で一番近代的な外観を有するが、客用扉下靴摺部分は本系列の特徴である太い形状のままとされた。また、当初より将来的な電動車化を見越して車内床部分に主電動機点検蓋（トラップドア）が設置されていた。同6両はモハ451形と2両編成を組み、捻出されたクハ1411形は他形式の電動車へ編成替えされた。
なお、1964年（昭和39年）1月に制御電動車(Mc)の形式記号がモハからクモハへ一斉変更されたことを受け、本系列の制御電動車もクモハ451 - 482と改称されている。
当初クモハ301形（モハ301形初代）と編成されていたサハ1483 - 1486（2代）についても、同形式の廃車に伴い本系列へ統合されることとなった。統合に際してはCP・MGを搭載して他のサハ1471形と仕様が統一され、編成相手にはクモハ455・456（いずれも初代）を編成替えの上で充当し、なお不足する電動車2両についてはクハ1455・1456を電装しクモハ451形483・484（いずれも2代）へ改称・改番の上で充当している。電装品は他のモハ451形と変わりなく、1964年（昭和39年）8月に竣功した。なお、クハ1451 - 1454については同年7月にクハ1471形1487 - 1490へ改称・改番され、クハ1451形（3代）は形式消滅している。

### 6両固定編成化
以上の変遷を経て2両編成18本（クハ1411形と編成されたものを含む）、4両編成8本の陣容となった本系列であるが、年々増加する輸送量に対応するため長大編成での運行が常態化したことから、4両編成の455・471・481・483の各編成から中間サハを抜き取って、同じく4両編成の473 - 477編成へ組み込み同4編成を6両編成化する編成替えが1970年（昭和45年）2月より開始された。なお、481編成の偶数向き先頭車であるクモハ482は新宿線南大塚駅付近で発生した踏切事故で被災して現場で解体処分され、1969年（昭和44年）3月に除籍されていたことから、残るクモハ481-サハ1481-サハ1482は同編成替えが実施されるまで休車となっていた。
同編成替えに伴い、サハ1471・1483・1481・1485はクモハ451形と同一の電装品で電動車化の上モハ491形493 - 499（奇）と改称・改番された。サハ1472・1484・1482・1486についてもサハ1491形1493 - 1499（奇）と改称・改番されたが、こちらはサハ1471形当時と仕様に変化はない。いずれも車番末尾を組み込み先の編成と合わせたため、モハ491・サハ1491は当初から欠番となっている。
一方、中間サハを供出した各編成のクモハ7両（クモハ455・456・471・472初代・481・483・484）については、約半数を電装解除・制御車化の上で2両編成化された。同時に改番が実施されているが、詳細は下記編成表を参照されたい。
6両編成
|          | ← 飯能・西武新宿池袋・本川越 → |               |              |               |               |                 |
| 編成呼称 | クモハ451形(Mc)                | サハ1471形(T) | モハ491形(M) | サハ1491形(T) | サハ1471形(T) | クモハ451形(Mc) |
| 473編成  | 473                            | 1473          | 493 (1471)   | 1493 (1472)   | 1474          | 474             |
| 475編成  | 475                            | 1475          | 495 (1483II) | 1495 (1484II) | 1476          | 476             |
| 477編成  | 477                            | 1477          | 497 (1481II) | 1497 (1482II) | 1478          | 478             |
| 479編成  | 479                            | 1479          | 499 (1485II) | 1499 (1486II) | 1480          | 480             |

- 後年モハ491形-サハ1491形ユニットを池袋・本川越寄りへ集約する編成替えが行われ、クモハ451形-サハ1471形-サハ1471形-モハ491形-サハ1491形-クモハ451形の順に変更された。

2両編成
|          | ← 飯能・西武新宿池袋・本川越 → |                     |
| 編成呼称 | クモハ451形(Mc)                | クハ1471形(Tc)      |
| 455編成  | 455II (481II)                  | 1434 （クハ1411形） |
| 471編成  | 471                            | 1472 (472I)         |
| 編成呼称 | クハ1471形(Tc)                 | クモハ451形(Mc)     |
| 456編成  | 1485 (483II)                   | 456II (484II)       |
| 472編成  | 1471 (455I)                    | 472II (456I)        |

これら改造・改番の結果、本系列はクモハ451形451 - 480（455・456・472は2代）、モハ491形493 - 499（奇）、クハ1471形1471・1472・1485・1487 - 1490、サハ1471形1473 - 1480、サハ1491形1493 - 1499（奇）、以上の陣容となった。

### 各種改造
1960年代半ば頃より、車体塗装のディープラズベリーとトニーベージュの二色塗りのいわゆる「赤電」塗装化・標識灯の埋め込み化・ATSの整備および列車無線の搭載・連結器部分への電気連結器の新設・パンタグラフの工進精工所製KP-62系への換装・車内送風機の扇風機化などが全車を対象に順次施工されている。また、前面運転台窓ワイパーの自動化（空気圧動作化）も施工され、施工された車両は前面窓下ワイパー取り付け部分がガラス側へ凸形に出っ張っていることが本系列特有の形態であった。
その他、MG換装による低圧電源の交流化も施工された。これは101系ならびに701系・801系の冷房改造によって発生した低出力MG（日立製作所製HG-534-Mrb、出力12kVA）ならびに天井板・交流蛍光灯・扇風機を転用して1973年（昭和48年）より実施されたものであったが、施工対象は本系列のみで編成された車両ならびに後述クハ1651形と編成された車両に限定され、クハ1411形と編成されていた車両については対象外となった。また、流用したHG-534-Mrbは4両分の給電能力を有していたことから、6両編成ではサハ1471形偶数車とサハ1491形にのみMGを搭載し、サハ1471形奇数車はMGを撤去した。また、低圧電源の交流化と並行して先頭車前面窓内側に行先表示幕を新設する工事がこちらは全車を対象に実施された
なお、晩年には前照灯のシールドビーム2灯化も施工されているが、同工事は本系列の淘汰時期と重なっていたことから、原形の白熱灯1灯仕様のまま廃車となった車両も多く存在する。

### クハ1651形の誕生
西武初の新性能車である601系は、1975年（昭和50年）より開始された冷房改造ならびに制動装置の電磁直通ブレーキ (HSC)化に際して中間電動車モハ601形のみがその対象となり、701系の6両固定編成化に際して転用・編入され、制御車クハ1601形1601 - 1606が余剰となった。折りしも同時期には本系列の編成相手であるクハ1411形の老朽化が著しくなりつつあったことから、クハ1601形に本系列との連結対応工事を施工して転用し、クハ1411形を置き換えることとなった。こうして誕生したのがクハ1651形1657 - 1662である。車番が中途半端な付番となっているのは、新たな編成相手となったクモハ457 - 462と末尾を合わせたことによるものである。
|          | ← 飯能・西武新宿池袋・本川越 → |                 |
| 編成呼称 | クモハ451形(Mc)                | クハ1651形(Tc)  |
| 457編成  | 457                            | 1658 (1602)     |
| 459編成  | 459                            | 1660 (1604)     |
| 461編成  | 461                            | 1662 (1606)     |
| 編成呼称 | クハ1651形(Tc)                 | クモハ451形(Mc) |
| 458編成  | 1657 (1601)                    | 458             |
| 460編成  | 1659 (1603)                    | 460             |
| 462編成  | 1661 (1605)                    | 462             |

編成化に際しては、連結面の1,200mm幅の広幅貫通路を本系列に合わせた800mm幅の狭幅貫通路へ改造し、MGおよびCPを搭載した。その他大きな改造は施工されなかったため、前面形状は601系当時同様湘南型デザインのままであり、切妻型の本系列とは形態が大きく異なっていた。

### 晩年
池袋線・新宿線両系統の本線・支線運用問わず幅広く運用された本系列であったが、2000系や新101系・301系といった新性能車の相次ぐ増備に伴って、1979年（昭和54年）より廃車が開始された。廃車はクハ1411形と編成され、低圧電源が直流のままであった車両から優先的に進められ、次いで支線区で運用するには不適当な6両固定編成の順に淘汰が進められた。
最晩年には2両固定編成が多摩川線に数編成残存するのみとなったが、こちらも本線系で余剰となった551系・571系によって玉突きの形で代替され、最後まで残存したクモハ461-クハ1662が1984年（昭和59年）8月に除籍されたことをもって、本系列は形式消滅した。
なお、クハ1651形の一部は本系列全廃後、551系クモハ551形と新たに編成された。

## 譲渡車両
本系列は廃車当時、車齢20年程度で状態も比較的良好であり、かつ20m級3扉車体が地方私鉄に好まれたことから、クハ1651形を除く全54両中19両が譲渡された。いずれも本系列同士、もしくはクハ1651形と組んだ2両編成で譲渡されており、クモハ451形2両を組み合わせて一方を電装解除した2両編成で譲渡されたものも存在する。なお、6両固定編成については先頭車・中間車問わず全車解体処分されている。
譲渡先は上信電鉄、三岐鉄道、一畑電気鉄道（現・一畑電車）の各社であるが、車齢が35年を超えて老朽化が目立ち始めた1990年代後半に相次いで全廃され、いずれも現存しない。

### 上信電鉄
1980年（昭和55年）から翌1981年（昭和56年）にかけて、クモハ451形455・463・464・466 - 468の6両が譲渡され、同社100形（クモハ100形-クハ100形）として入線した。
譲渡に際しては偶数番号の車両を電装解除してCP・MGを搭載し、残る奇数番号の車両については地方私鉄としては比較的高速運転を行う同社の路線事情を考慮して501系の廃車発生品である空気バネ台車および出力の大きいMT30主電動機に換装され、CS9界磁接触器の再整備が実施されている。
1984年（昭和59年）12月に発生した正面衝突事故により、102編成（元クモハ467・464）が翌1985年（昭和60年）3月で廃車となったため、その補充として同月にクモハ461-クハ1662が追加譲渡された。105編成として導入された同2両は、他車とは異なり台車・主電動機は西武在籍当時の仕様のまま譲渡されている。
その後、1992年（平成4年）より導入された150形（元西武401系）に順次置き換えられ、1996年（平成8年）までに全車廃車となった。なお、103編成（元クモハ463・466）は廃車後も解体処分を免れて高崎駅構内において倉庫として用いられ、2012年（平成24年）11月には車体の再塗装を実施したが、2017年5月から6月にかけて解体され、本形式で現存する車両は皆無となった。

### 三岐鉄道
1981年（昭和56年）から翌1982年（昭和57年）にかけて、クモハ451-クハ1488・クモハ453-クハ1490・クモハ471-クハ1472の3編成6両が譲渡され、同社601系（クモハ601形-クハ1601形）として入線した。こちらはいずれも西武在籍当時の編成のまま譲渡され、前照灯を三岐オリジナルの形状に改造した程度で入線した。
601系はその後、571系の譲渡車2両編成1本を加えて三岐線の主力車両となった。後年客用扉のステンレス化や台車交換等、西武からの廃車発生品を流用して手を加えられつつ運用されたが、非冷房車であったことから西武より譲渡された元401系・701系によって順次代替され、451系を出自とする車両については1997年（平成9年）までに全車廃車となった。

### 一畑電気鉄道
1981年（昭和56年）から翌1982年（昭和57年）にかけて、クモハ456-クハ1485・クモハ452-クハ1487・クモハ454-クハ1489の3編成6両が譲渡され、同社80系（デハ80形-クハ180形）として入線した。いずれも西武在籍当時の編成のまま譲渡され、入線に際してはクモハのベンチレーターをグローブ型へ交換し、上信電鉄と同じく地方私鉄としては比較的高速な最高速度85km/hでの運転を行う路線事情に対応するため、CS9界磁接触器の再整備が実施されている。
一畑電鉄の車両大型化および近代化に貢献したが、非冷房の旧性能車であることやワンマン運転に対応できなかったことから、他社から譲渡された新性能車群に置き換えられ、1996年（平成8年）までに全車廃車となった。